# Badolato
Badolato ist eine italienische Stadt in der Provinz Catanzaro in Kalabrien mit 2827 Einwohnern (Stand 31. Dezember 2023).

## Lage und Daten
Badolato liegt 50 km südlich von Catanzaro am Osthang der Serre. Die Nachbargemeinden sind Brognaturo (VV), Isca sullo Ionio, San Sostene und Santa Caterina dello Ionio. Der Ortsteil Badolato Marina liegt direkt am Meer und bietet Gelegenheit zum Wassersport.

## Sehenswürdigkeiten
Im Ort stehen Reste einer Burgmauer. In der Kirche S. Isidoro finden sich Fresken. Kunstwerke aus dem 15. und 16. Jahrhundert finden sich in der Kirche der Reformierten.

## Partnerstädte
- Wetzikon, Schweiz – seit 2010

## Belege
1. ↑  Bilancio demografico e popolazione residente per sesso al 31 dicembre 2023. ISTAT. (Bevölkerungsstatistiken des Istituto Nazionale di Statistica, Stand 31. Dezember 2023).